# Spirorbis heteropoma
Spirorbis heteropoma är en ringmaskart som beskrevs av Zibrowius 1968. Spirorbis heteropoma ingår i släktet Spirorbis och familjen Serpulidae. Inga underarter finns listade i Catalogue of Life.